# ستانلي غيلين
ستانلي غيلين (بالإنجليزية: Stanley Gillen)‏ هو مهندس أمريكي، ولد في 10 أغسطس 1911، وتوفي في 1978.